# Turzovka
Turzovka (în maghiară Turzófalva) este un oraș din Slovacia cu 7.809 locuitori.

## Demografie
| An:                | 1994 | 2004   | 2014   | 2024    |
| ------------------ | ---- | ------ | ------ | ------- |
| Număr de persoane: | 7611 | 7792   | 7660   | 6853    |
| Diferență:         |      | +2,37% | −1,69% | −10,53% |

| An:                | 2023 | 2024   |
| ------------------ | ---- | ------ |
| Număr de persoane: | 6936 | 6853   |
| Diferență:         |      | −1,19% |